# Lygaeus equestris
Lygaeus equestris е вид полутвърдокрило насекомо. На размери достига до 12 mm на дължина. Притежава характерно червено-черна окраска, напълно развити крила и мощни крайници. Храни се със соковете на растения от видовете Vincetoxicum hirundinaria  и пролетен гороцвет (Adonis vernalis).

## Разпространение
Насекомото Lygaeus equestris е част от фауната на Албания, Австрия, Белгия, Босна и Херцеговина, България, Германия, Гърция, Дания, Испания, Италия, Македония, Унгария, Полша, Португалия, Румъния, Русия, Словакия, Словения, Финландия, Франция, Хърватско, Чехия, Швейцария, Швеция и бивша Югославия. 

## Подвидове
- Lygaeus equestris equestris  (Linnaeus, 1758)
- Lygaeus equestris sicilianus  (Wagner, 1955)[3]